# راي باسلر
راي سميث باسلر (بالإنجليزية: Ray Smith Bassler)‏ هو إحاثي وجيولوجي أمريكي وُلد في الثاني والعشرين من يوليو عام 1878 وتوفي في الثالث من أكتوبر 1961.